# Alberto Nozzi
Alberto «Tano» Nozzi fue un actor y empresario argentino de cine y teatro.

## Carrera
De breve actuación en el medio artístico, tuvo su momento de popularidad a fines de 1940 y comienzos de 1950.
De ascendancia italiana , abuelos llegaron al país en 1906 y abrieron uno de los primeros almacenes—fonda en la zona de Villa Pueyrredón, sobre lo que es hoy la avenida Mosconi. 
En cine fue dirigido por Carlos Torres Ríos en 1950 donde participó de la película Bólidos de acero, protagonizada por Ricardo Passano y Nelly Darén.
En teatro actuó para la Compañía Argentina de Espectáculos Cómicos Gregorio Cicarelli - Leonor Rinaldi - Tito Lusiardo - Juan Dardés., con quien estrenó obras como  '¡No se achique Don Enrique! y  Entre taitas anda el juego en 1948.
Abandona su vocación de actor y se dedica enteremante a la producción de espectáculos teatrales y televisivos. Fue uno de los primeros productores de televisión, dueño del 'calembour' porteño, filósofo a la discepoliana. Muy joven, su paradero fue la cortada de Carabelas, donde se había convertido en escucha de los más talentosos escritores y periodistas de la ciudad. De allí data su incondicional devoción por Samuel Eichelbaum y otros ilustres bohemios de esa belle epoque porteña. Nozzi debutó en la televisión como tiracables, pero evolucionó rápidamente y se erigió en productor, organizador y factótum de cuanto programa hablado se trasmitía. En cierto espacio periodístico que dirigía, Nozzi se disfrazaba de mozo para indicar a los panelistas —en cámara, pero en voz baja— cuándo debían dejar de hablar. Además, como no existía sino una máquina de hacer café de utilería, Nozzi imitaba, en off, el siseo del vapor. Un día el descuido de un técnico hizo reír a medio Buenos Aires: apareció en pantalla la regordeta cara del Tano con las mejillas infladas, produciendo el clásico "shshshsh" del armatoste imaginario.
Lanzó al estrellato a Pinky, aportó valiosos rollos de "Los cuatro hombres justos" , y trajo por primera vez a Julio Iglesias a la Argentina.
Su hijo llamado Claudio Javier Nozzi, de profesión empresario se dedicó a la producción al igual que su padre. Fue asesinado en marzo del 2005 tras recibir cinco balazos y luego encandeado. Lo encontraron flotando en el Río Paraná, cuando iba destino a Corrientes, donde iba a presentar un evento.

## Filmografía
- 1950: Bólidos de acero.

## Teatro
- 1949: Burro de carga, con la Compañía de Comedias Luis Arata.
- 1948: También los guapos aflojan.[6]
- 1948: Entre goles y milongas.
- 1948: ¡No se achique Don Enrique!
- 1948: Entre taitas anda el juego.
- 1947: En el tiempo que había guapos (Romance del 900).